# VfB Lübeck
El VfB Lübeck es un club de fútbol profesional de la ciudad de Lübeck, en Alemania. A partir de la temporada 2024-25, participará en la Regionalliga Nord tras haber descendido.

## Historia
Fue fundado en el año 1919 en la ciudad de Lübeck en Alemania. Empezaron a jugar en niveles bajos de la liga, ganando la Bezirksklasse cinco años después de su fundación. Conforme pasaron los años, el club fue ascendiendo de nivel, llegando a jugar la promoción para la Bundesliga en 1969. Finalmente volvieron a descender de categoría, aunque ganaron la Regionalliga en 1995, y ascendieron a la 3. Liga. También llegaron a jugar la promoción para ascender a la 2. Bundesliga, pero no llegaron a conseguirlo. En julio de 2009, eliminaron al 1. FSV Maguncia 05, club que participaba en la Bundesliga, derrotándolo por 2-1 en la primera ronda de la DFB-Pokal. Finalmente en la siguiente ronda fueron eliminados por el VfB Stuttgart por 3-1.

## Entrenadores
| - Horst Kiow (1957-1958) - Heinz Spundflasche (1960-1964) - Heinz Lucas (1964-1968) - Jockel Krause (1968-1972) - Walter Maahs (1972-1973) - Jockel Krause (1979-1980) - Jürgen Brinckmann (1980-1981) - Rolf Oberbeck (1981) - Erich Jordens (1981-1982) - Gerd Koll (1982) - Norbert Retelsdorf (1982-1984) - Werner Jätschmann (1984-1986) - Peter Nogly (1986-1989) - Klaus Borchert (1989-1991) - Thorsten Blöcker (1991) - Hans-Dieter Schmidt (1991-1992) - Ernst Menzel (1992-1994) - Michael Lorkowski (1994-1996) - Klaus Borchert (1996) | - Charly Körbel (1996-1997) - André Golke (1997-1998) - Ramon Berndroth (1998) - Uwe Erkenbrecher (1998-2000) - Dirk Bremser (2000-2001) - Dieter Hecking (2001-2004) - Stefan Böger (2004-2006) - Marco Grote (2006) - Bernd Hollerbach (2006-2007) - Torsten Flocken (2007) - Uwe Erkenbrecher (2007) - Robert Gorceski (2007) - Uwe Fuchs (2007-2008) - Peter Schubert (2008-2011) - Denny Skwierczynski (2011) - Ramazan Yildirim (2011-2012) - Denny Skwierczynski (2012-2016) - Michael Hopp (2016) - Rolf Landerl (2016-) |

## Palmarés
- Regionalliga Nord: 1995, 2002, 2020, 2023
- Schleswig-Holstein-Liga: 2014
- Promoción para la Bundesliga: 1969
- Promoción para la 2. Bundesliga: 1995, 2002
- Semifinalista de la DFB-Pokal: 2004
- Bezirksklasse: 1927, 1928, 1929
- Nordmark: 1928
- Bezirksliga Lübeck/Mecklenburg: 1924
- Landespokal Schleswig-Holstein: 1956, 1987, 1992, 1998, 1999, 2000, 2001, 2006, 2009, 2010, 2012
- HFV-Hallenmeister 1999, 2000, 2011